# Лауренц Рекс
Лауренц Рекс (хол. Laurenz Rex; 15. децембар 1999) белгијски је професионални бициклиста рођен у Њемачкој, који тренутно вози за UCI ворлд тур тим — Интермарш—ванти. Каријеру је почео 2020. године, а 2022. завршио је Брисел сајклинг класик на десетом мјесту. Године 2023. завршио је Париз—Рубе на деветом мјесту, након чега је у мају возио своју прву гранд тур трку — Ђиро д’Италију, гдје је добио награду за најагресивнијег возача на етапи 11.
Припадник је њемачке мањине у Белгији.